# Chonothea hians
Chonothea hians är en havsspindelart som beskrevs av Nakamura, K. och C.A. Child. 1983. Chonothea hians ingår i släktet Chonothea och familjen Ammotheidae. Inga underarter finns listade i Catalogue of Life.